# Aulacodes trigonalis
Aulacodes trigonalis is een vlinder uit de familie van de grasmotten (Crambidae), uit de onderfamilie van de Acentropinae. De wetenschappelijke naam van deze soort is voor het eerst gepubliceerd in 1906 door George Francis Hampson.
De soort komt voor in Indonesia (Westelijk Nieuw-Guinea).